# Leila Martin
Leila Martin (New York, 22 agosto 1932) è un'attrice statunitense, attiva in campo teatrale, televisivo e cinematografico.

## Biografia
Leila Martin debuttò a Broadway diciannovenne in Two on the Aisle (1951), a cui seguì Wish You Were Here nel 1952, prima di ottenere il ruolo principale di Sarah Brown in Guys and Dolls a Broadway nel 1955. Dopo aver recitato in The Best House in Naples nel 1956, nel 1958 si unì al cast di West Side Story nel ruolo di Maria, mentre nel 1959 prese parte al cast della prima produzione del musical Gypsy, in cui era la prima sostituta per il ruolo principale di Gypsy Rose Lee. Dopo diverse altre apparizioni in musical e commedie a Broadway negli anni 60, nel 1975 prese parte alla prima statunitense della pièce di Tom Stoppard I mostri sacri, che vinse il Tony Award alla migliore opera teatrale.
Cinque anni più tardi, nel 1980, si unì alla compagnia originale del musical 42nd Street a Broadway, dove la Martin era la sostituta per la star Tammy Grimes. Nel 1988 recitò nel cast originale di Broadway per la prima americana del musical The Phantom of the Opera, in cui interpretava la maitresse de ballet Madame Giry, un ruolo che ha interpretato per oltre quattromilacinquecento rappresentazioni fino al 2001.
Leila Martin è sposata con il produttore Leonard Green dal 1955 e la coppia ha avuto un figlio prima di divorziare.

## Filmografia parziale

### Cinema
- Santa Claus Conquers the Martians, regia di Nicholas Webster (1964)

### Televisione
- The Doctors - serie TV, 6 episodi (1965)